# Битка при Наулох
Битката при Наулох е морска битка, която се провежда на 3 септември 36 пр.н.е. в близост до североизточния бряг на Сицилия, между нос Милацо и град Наулох (Naulochoi, Naulochos, Naulochus). Тя е решаващата битка, с която се слага край на сицилианската гражданска война продължила от 44 до 36 пр.н.е. Сблъсъкът е между флота на Октавиан, воден от адмирал Марк Агрипа и флота на Секст Помпей.

## Предистория
Въпреки че през 39 пр.н.е. Октавиан и Секст Помпей сключват примирие, пиратските кораби продължават да плячкосват бреговете на Италия и да спират доставките на стоки към Рим. Този акт, разваля споразумението и Секст Помпей е обявен за враг на народа.
През 38 пр.н.е. флотът на Октавиан, под командването Калвизий Сабин, напада Секст, но е разбит от пиратите, след което е напълно разрушен от разразила се буря. Две години по-късно, Октавиан предприема нова атака, но по време на нападението отново се натъква на буря, която унищожава голяма част от корабите му.
През 36 пр.н.е. Октавиан назначава за главнокомандващ на армията Марк Агрипа, който преустройва флота на републиката и го усилва с нови кораби. На 13 август, Агрипа напада Сицилия и обръща войната, като нанася първата по-тежка загуба на Секст в битката при Миле. Корабите на Секст успяват да се измъкнат, но Агрипа ги преследва, решен да ги срещне в ново сражение.

## Битка
На 3 септември 36 пр.н.е. флота на римската република и Секст Помпей се срещат в залива между Милацо и Наулох. И двете флотилии наброяват по 300 кораба, всички оборудвани с катапулти и кули. Корабите на Секст са по-маневрени и по-бързи, но флотът на Агрипа разполага с ново оръжие – подобрен вид абордажна кука. В разразилата се битка, Агрипа използва новото оръжие много ефективно и успява да блокира вражеските кораби в близост до своите, след което ги пленява или опожарява. В крайна сметка, Секст Помпей е напълно сразен и едвам успява да се измъкне с малка група от 17 триреми. Почти цялата пиратска флота е унищожена или пленена, а Агрипа губи само 3 кораба.

## Последици
С тази победа, Агрипа слага край на седемгодишната хегемония на Секст Помпей в морето около Италия и Сицилия, която донася много проблеми на членовете на втория триумвират. Секст бяга в Мала Азия, но там е заловен и екзекутиран от Марк Титий – човек на Марк Антоний.